# Paleobiology Database

Paleobiology Database: Dezvăluirea istoriei vieții

Paleobiology Database este o resursă online de informații privind distribuția și clasificarea animalelor, plantelor și microorganismelor fosile.

## Istorie
Baza de date paleobiologie (PBDB) își are originea în inițiativa bazei de date phanerozoice marine paleozoauale phanerozoic, finanțată din NCEAS, care a funcționat din august 1998 până în august 2000. Din 2000 până în 2015, PBDB a primit finanțare de la National Science Foundation. PBDB a primit, de asemenea, sprijin în cadrul Australian Research Council. Din 2000 până în 2010 a fost găzduit la National Center for Ecological Analysis and Synthesis, un centru de cercetare transdisciplinară din cadrul University of California, Santa Barbara. În prezent este găzduit la University of Wisconsin–Madison și supravegheat de un comitet internațional de mari contribuitori de date.
Baza de date paleobiologie lucrează îndeaproape cu Neotoma Paleoecology Database, care are o istorie intelectuală similară, dar s-a concentrat pe Cuaternar (cu accent pe pleistocenul târziu și holocen) la intervale de timp de decenii până la milenii. Împreună, Neotoma și Baza de date paleobiologie au contribuit la lansarea EarthLife Consortium, o organizație umbrelă non-profit pentru a sprijini partajarea ușoară și liberă a datelor paleoecologice și paleobiologice.

## Cercetători
Lista parțială a cercetătorilor care contribuie:
- Martin Aberhan, Museum für Naturkunde
- John Alroy, Macquarie University
- Chris Beard, Carnegie Museum of Natural History
- Kay Behrensmeyer, Smithsonian Institution
- David Bottjer, University of Southern California
- Richard Butler, Bayerische Staatssammlung für Paläontologie und Geologie
- Matt Carrano, Smithsonian Institution
- Fabrizio Cecca, Pierre-and-Marie-Curie University
- Matthew Clapham, University of California, Santa Cruz
- Bill DiMichele, Smithsonian Institution
- Michael Foote, University of Chicago
- Austin Hendy, Smithsonian Tropical Research Institute
- Steve Holland, University of Georgia
- Wolfgang Kiessling, Museum für Naturkunde
- Charles R. Marshall, University of California, Berkeley
- Alistair McGowan, University of Glasgow
- Arnie Miller, University of Cincinnati
- Johannes Müller, Museum für Naturkunde
- Mark Patzkowsky, Penn State
- Hermann Pfefferkorn, University of Pennsylvania
- Ashwini Srivastava, Birbal Sahni Institute of Palaeobotany
- Alan Turner, Liverpool John Moores University
- Mark D. Uhen, George Mason University
- Loïc Vilier, Université de Provence
- Pete Wagner, Smithsonian Institution
- Xiaoming Wang, Natural History Museum of Los Angeles County
- Robin Whatley, Smithsonian Institution
- Scott Wing, Smithsonian Institution

## Instituții
Lista parțială a instituțiilor care contribuie:
- All-Russian Geological Research Institute
- Bayerische Staatssammlung für Paläontologie und Geologie
- Benedictine University
- Binghamton University
- Birbal Sahni Institute of Palaeobotany
- Carnegie Museum of Natural History
- Case Western Reserve University
- Colby College
- College of William and Mary
- Denver Museum of Nature and Science
- Field Museum of Natural History
- George Mason University
- Harvard University
- Hungarian Natural History Museum
- Museum für Naturkunde
- National Center for Biotechnology Information
- Natural History Museum of Los Angeles County
- Ohio State University
- Penn State
- Smithsonian Institution
- Smithsonian Tropical Research Institute
- Université de Provence
- University of California, Berkeley
- University of California, Santa Cruz
- University of Chicago
- University of Cincinnati
- University of Florida
- University of Georgia
- University of Southern California
- University of Texas
- University of Washington
- University of Wisconsin
- University of Würzburg
- Yale University